# MOLCAS
MOLCAS es un paquete de programas de química computacional, desarrollado y mantenido por el Departamento de Química Teórica de la Universidad de Lund, Suecia, y diversos colaboradores en Europa. Su uso precisa, más que en otros códigos del campo, cierto conocimiento de los métodos químico-cuánticos empleados, especialmente los de tipo multiconfiguracional. En el argot del campo se diría que no es un procedimiento caja negra.

## Motivación y capacidades
La motivación fundamental del programa es el estudio por métodos ab initio de gran exactitud de la estructura electrónica de sistemas moleculares, tanto en el estado fundamental como en estados excitados. Incluye opciones para el uso de métodos monodeterminantales como DFT, MP2, CC, CPF, CCSD (T), entre otros. Sin embargo, otro de los objetivos importante de MOLCAS es el tratamiento de sistemas degenerados o casi-degenerados, sistemas para los cuales es muy conveniente el uso de varios determinantes. De esta forma, la capacidad clave de MOLCAS es la aproximación multiconfiguracional. En este contexto, se emplea para cálculos CASSCF y RASSCF, y muy en particular para la aplicación del método CASPT2, teoría de perturbaciones multiconfiguracional de segundo orden.

## Detalles técnicos
Es posible compilar y ejecutar MOLCAS en diversos procesadores, incluidos PC de 32 y 64 bits, G5, Altix, SGI, Sun y Alpha. Asimismo, también funciona en diversos sistemas operativos, generalmente de tipo UNIX o linux (por medio del emulador Cygwin es posible también utilizarlo desde Windows). El manual lista 31 subprogramas del paquete MOLCAS. Además de indicaciones para su uso y para la comprensión científica de lo que se está calculando en cada punto, se incluyen ejemplos sencillos, un tutorial y una guía de instalación.

## Distribución y difusión
El desarrollo de MOLCAS tiene fines científicos y no de lucro —su precio de distribución es más asequible para los usuarios académicos que para las empresas— pero no es software libre. El número de citas que ha recibido en artículos científicos, indicador de su uso en el entorno académico, está entre el 1% y el 10% de las que recibe Gaussian.